# Mount Darwin (Kalifornia)
Mount Darwin – szczyt w USA, w środkowej części stanu Kalifornia, położony 32 km na południowy zachód od miasta Bishop, na granicy hrabstw Fresno i Inyo, w Kings Canyon National Park. Jest to jeden z najwyższych szczytów w górach Sierra Nevada oraz w Kalifornii. Obecną nazwę szczytowi nadano w 1895 roku na cześć angielskiego przyrodnika i ewolucjonisty Karola Darwina.